# 巻野椿
巻野 椿（まきの つばき、2004年10月20日 - ）は、日本の女性声優。富山県出身 。ミュージックレイン所属 。

## 来歴

### 幼少期から声優を目指すまで
幼少期から創作活動に対して強い関心と才能を示していた。両親によると、絵を描くことや、折り紙で人の顔の輪郭を折り、目やその他のパーツを貼り付けて立体的な人物像を作ることを好んでいたという。こうした創作への没頭ぶりから、両親は彼女が将来芸術家になるのではないかと考えていた。
実際に、幼稚園の頃に受けたインタビューでは、自ら「将来の夢は漫画家」と答えており、この頃からアニメや漫画といった創作の世界に何らかの形で関わりたいという思いを抱いていた。
この創作への情熱は後年にも引き継がれており、趣味として挙げている編み物について、本人は「昔に折り紙で人を折っていた時も服とかを作ったりしていたので、それが毛糸になったと思うとやっていることは今も昔も変わらない」と語っており、創作媒体が紙から毛糸に変わっただけで、根底にある創造的欲求は一貫している。

### オーディションとデビュー
2021年にミュージックレインが開催した「スーパー声優オーディションα」に合格。
2024年11月より放送されたテレビアニメ『マーダーミステリー・オブ・ザ・デッド』の荒牧莉莉役で本格的に声優デビューを果たした。

## 人物

### 性格
自身の性格について、意志が強く、感情を伝えるのが苦手な面があると分析している。デビュー作で演じる荒牧莉莉とは、わがままな点も含めて似ているところが多いと語っている。

### 趣味・特技
趣味・特技として絵を描くことと編み物を挙げている 。幼少期から手先を使った細かい作業を好み、折り紙で立体的な人物像やその服を作って遊んでいたという。
その延長線上で、現在は編み物に熱中している 。また、上京してからは節約のために自炊を始め、レンコンのきんぴらを上手に作れたことから料理に楽しみを見出したが、後片付けは苦手だと語っている。
『アイカツ！』と『プリティーリズム』シリーズの世代であり、熱心なファン。現在も『アイカツ！』のコラボカフェなどに足を運んでいる。

### エピソード
幼少期はアニメや漫画に親しみ、将来の夢として「漫画家」を挙げていた 。特に『アイカツ！』シリーズと『プリティーリズム』シリーズの直撃世代であり、ゲームセンターに通ってカードやストーンを集めるほど熱中していたという。
ミュージックレインに所属後、『アイカツ！』の神崎美月役を事務所の先輩である寿美菜子が、『プリティーリズム・レインボーライブ』の蓮城寺べる役を戸松遥が演じていたことを知り、「小さい頃から私は事務所の先輩方の声を聴いていたんだ！」と大変驚いたと語っている 。ファンとしての純粋な憧れを抱きながら声優業界に入り、今でも『アイカツ！』は自身の「夢」であると公言している。
デビュー作となった『マーダーミステリー・オブ・ザ・デッド』のアフレコ現場では、共演する先輩声優たちの姿に感銘を受け、自身の未熟さを痛感したという。今後の目標として、声優としても人間としても成長し、将来の後輩から「素敵な方だな」と思われる存在になることを掲げている。また、自分ならではの表現を追求し、ファンと直接交流できる機会にも意欲を見せている。

## 出演

### テレビアニメ
2024年
- マーダーミステリー・オブ・ザ・デッド（荒牧莉莉[1]）

2025年
- 外れスキル《木の実マスター》〜スキルの実（食べたら死ぬ）を無限に食べられるようになった件について〜（子供）

### Webアニメ
- 愛天使世紀ウェディングアップル（バビルン[1]）

### ラジオ

#### ゲスト出演
- 豊崎愛生のおかえりらじお（超!A&G+：2025年1月30日、第774回）[4]